# Stellaria circinata
Stellaria circinata là loài thực vật có hoa thuộc họ Cẩm chướng. Loài này được Ravenna mô tả khoa học đầu tiên năm 2005.